# スーパーヒーロー魂
スーパーヒーロー魂（スーパーヒーロースピリッツ、Super Hero Spirits）は、特撮ヒーロー作品の楽曲（特撮ソング）限定のライブイベント。略称は「SHS（Super Hero Spirits）」。「ANIME JAPAN FES（AJF）関連」と呼ばれるライブイベントの一つ。

## 概要
1997年にスタートした「スーパーロボット魂」ライブから派生する形で、1999年8月に行われた「ANIME JAPAN FES（以後AJF）」の1公演として第1回が開催された。過去には冬にも単独開催されたが、現在は主に夏のAJFにおける公演のひとつになっている。
「スーパー戦隊シリーズ」「仮面ライダーシリーズ」「ウルトラシリーズ」「メタルヒーローシリーズ」といった、特撮テレビ番組の楽曲を中心に披露される。「スーパーヒーロー作戦」「スーパー特撮大戦2001」など特撮ヒーローを題材としたテレビゲーム作品および、特撮作品を原典とするアニメ作品の主題歌も一部歌われている。
例外もあるが、出演者全員で「太陽戦隊サンバルカン」を歌唱してイベントを締めるのが恒例となっている。初回から直近回まで全ての公演が、生バンドによる演奏、生コーラスにてライブ進行している。
2002年と2013年に行われたメタルヒーローシリーズの楽曲限定イベント「メタルヒーロー魂」および、2017年と2023年に行われたウルトラシリーズの楽曲限定イベント「ウルトラマン魂」についても併記する。
スーパー戦隊シリーズの楽曲限定イベント「スーパー戦隊“魂”」については、『スーパー戦隊“魂”』の項を参照。

## 出演者
- 歌手
- ゲスト
各公演の出演歌手およびゲストはそれぞれの回を参照。
- コーラス
  - 女性コーラス - アップルパイ
  - 男性コーラス - ザ☆カインズ ※ 地方公演では割愛される場合も多い。
- 司会
  - ショッカーO野
  - ボイジャー（TAKERU・瀬下千晶） - 2017年、2023年の「ウルトラマン魂」で司会を担当。

## 1999年

### スーパーヒーロー魂 '99“見参”
- タイトル：AJF1999 スーパーヒーロー魂 '99“見参”
- 開催日：1999年8月14日
- 会場：渋谷 ON AIR EAST

出演者
- 串田アキラ
- 水木一郎
- 堀江美都子
- 影山ヒロノブ
- 宮内タカユキ
- 石原慎一
- 鋼鉄兄弟

### スーパーヒーロー魂'99 ツアー

#### 名古屋公演
- タイトル：スーパーヒーロー魂'99 ツアー
- 開催日：1999年11月10日
- 会場：名古屋 BOTTOM LINE

出演者
- 串田アキラ
- 水木一郎
- 堀江美都子
- 影山ヒロノブ
- 宮内タカユキ
- 石原慎一

#### 大阪公演
- タイトル：スーパーヒーロー魂'99 ツアー
- 開催日：1999年11月11日
- 会場：心斎橋 BIG CAT

出演者
- 串田アキラ
- 水木一郎
- 堀江美都子
- 影山ヒロノブ
- 宮内タカユキ
- 石原慎一

※ セットリストは名古屋公演と共通

#### 東京公演
- タイトル：スーパーヒーロー魂'99 ツアー
- 開催日：1999年11月14日
- 会場：渋谷 ON AIR EAST

出演者
- 串田アキラ
- 水木一郎
- 堀江美都子
- 影山ヒロノブ
- 宮内タカユキ
- MoJo
- 石原慎一

## 2000年

### スーパーヒーロー魂2000
- タイトル：AJF2000 スーパーヒーロー魂2000
- 開催日：2000年8月12日
- 会場：渋谷 ON AIR EAST

出演者
- 串田アキラ
- 水木一郎
- 堀江美都子
- 影山ヒロノブ
- 宮内タカユキ

ゲスト
- 田中昌之

### スーパーヒーロー魂2000“冬の陣”

#### 大阪公演
- タイトル：スーパーヒーロー魂2000“冬の陣”
- 開催日：2000年11月26日
- 会場：心斎橋 BIG CAT

出演者
- 水木一郎
- 串田アキラ
- 宮内タカユキ
- 影山ヒロノブ
- 石原慎一
- 田中昌之
- Project DMM

#### 東京公演
- タイトル：スーパーヒーロー魂2000“冬の陣”
- 開催日：2000年12月3日
- 会場：渋谷 ON AIR EAST

出演者
- 水木一郎
- 串田アキラ
- 宮内タカユキ
- 影山ヒロノブ
- 石原慎一
- 遠藤正明
- 田中昌之
- Project DMM

## 2001年

### スーパーヒーロー魂2001
- タイトル：AJF2001 スーパーヒーロー魂2001
- 開催日：2001年8月11日
- 会場：渋谷 ON AIR EAST

出演者
- 串田アキラ
- 水木一郎
- MoJo
- 山形ユキオ
- 影山ヒロノブ
- 石原慎一
- 北原拓
- Salia

ゲスト
- 堀江美都子

### スーパーヒーロー魂2001“冬の陣”

#### 大阪公演
- タイトル：スーパーヒーロー魂2001 “冬の陣”
- 開催日：2001年11月25日
- 会場：大阪 ON AIR OSAKA

出演者
- 水木一郎
- 串田アキラ
- MoJo
- 影山ヒロノブ
- 山形ユキオ
- 遠藤正明

#### 東京公演
- タイトル：スーパーヒーロー魂2001 “冬の陣”
- 開催日：2001年12月2日
- 会場：渋谷 ON AIR EAST

出演者
- 水木一郎
- 堀江美都子
- 串田アキラ
- 影山ヒロノブ
- 山形ユキオ
- 石原慎一
- 遠藤正明
- Salia
- 風雅なおと

## 2002年

### メタルヒーロー魂
- タイトル：AJF2002 メタルヒーロー魂 祝メタルヒーロー20周年記念!!
- 開催日：2002年8月9日
- 会場：渋谷 ON AIR WEST

出演者
- 串田アキラ
- 水木一郎
- 宮内タカユキ
- 石原慎一

ゲスト
- 渡洋史（「宇宙刑事シャリバン」シャリバン/伊賀電、時空戦士スピルバン」スピルバン/城洋介 役ほか）
- のなかみのる（漫画家：「宇宙刑事ギャバン」をはじめ、特撮番組のコミカライズ作品多数）

## 2003年

### スーパーヒーロー魂2003
- タイトル：AJF2003 スーパーヒーロー魂2003
- 開催日：2003年8月16日
- 会場：Zepp Tokyo

出演者
- 串田アキラ
- MoJo
- 宮内タカユキ
- 山形ユキオ
- 影山ヒロノブ
- 石原慎一
- 遠藤正明
- NEW JACK 拓郎
- 佐藤健太

ゲスト
- 阪本良介（「超電子バイオマン」レッドワン/郷史朗 役）
- 大須賀昭人（「超電子バイオマン」ブルースリー/南原竜太 役）
- 朝倉圭矢（「高速戦隊ターボレンジャー」ブルーターボ/浜洋平 役）
- 和田圭市（「五星戦隊ダイレンジャー」リュウレンジャー/天火星・亮 役）
- 羽村英（「五星戦隊ダイレンジャー」テンマレンジャー/天重星・将児 役）
- 増島愛浩（「激走戦隊カーレンジャー」ブルーレーサー/土門直樹 役）
- 田中恵理（「電磁戦隊メガレンジャー」メガイエロー/城ヶ崎千里 役）
- 柴木丈瑠（「百獣戦隊ガオレンジャー」ガオブルー/鮫津海 役）
- 渡洋史
- 新堀和男（スーツアクター：「秘密戦隊ゴレンジャー」アカレンジャーをはじめ他多数）

備考
- かつてヒーローを演じた役者をゲストとして招き、トークコーナーが設けられた。歌手として出演した佐藤健太も、かつて自身が演じた「高速戦隊ターボレンジャー」レッドターボ/炎力の変身ポーズを披露した。

### スーパーヒーロー魂“冬の陣”
- タイトル：AJF2003⇔2004 スーパーヒーロー魂 “冬の陣”
- 開催日：2003年12月27日
- 会場：Shibuya O-EAST

出演者
- 水木一郎
- 堀江美都子
- 串田アキラ
- MoJo
- 宮内タカユキ
- 影山ヒロノブ

特別ゲスト
- ささきいさお

## 2004年

### スーパーヒーロー魂2004 “夏の陣”
- タイトル：AJF2004 スーパーヒーロー魂2004 “夏の陣”
- 開催日：2004年8月14日
- 会場：Shibuya O-EAST

出演者
- 水木一郎
- 串田アキラ
- MoJo
- 宮内タカユキ
- 影山ヒロノブ
- 石原慎一
- 遠藤正明
- サイキックラバー
- 小枝

## 2005年

### スーパーヒーロー魂2005“夏の陣”
- タイトル：AJF2005 スーパーヒーロー魂2005 “夏の陣”
- 開催日：2005年8月13日
- 会場：Zepp Tokyo

出演者
- 水木一郎
- 串田アキラ
- MoJo
- 宮内タカユキ
- 影山ヒロノブ
- 高取ヒデアキ
- 遠藤正明
- サイキックラバー
- 岩崎貴文
- Sister MAYO
- 中島満雄

特別ゲスト
- 渡洋史
- シージェッター海斗

## 2006年

### スーパーヒーロー魂2006“夏の陣”
- タイトル：AJF2006 スーパーヒーロー魂2006 “夏の陣”
- 開催日：2006年8月12日
- 会場：Zepp Tokyo

出演者
- ささきいさお
- 串田アキラ
- MoJo
- 宮内タカユキ
- 影山ヒロノブ
- 遠藤正明
- きただにひろし
- NoB
- 岩崎貴文
- サイキックラバー

## 2007年

### スーパーヒーロー魂2007“夏の陣”
- タイトル：AJF2007 スーパーヒーロー魂2007“夏の陣”
- 開催日：2007年8月18日
- 会場：Zepp Tokyo

出演者
- 水木一郎
- 串田アキラ
- MoJo
- 宮内タカユキ
- 石原慎一
- 遠藤正明
- サイキックラバー
- 谷本貴義

特別ゲスト
- 大槻ケンヂ

## 2008年

### スーパーヒーロー魂2008“夏の陣”
- タイトル：AJF2008 スーパーヒーロー魂2008“夏の陣”
- 開催日：2008年8月16日
- 会場：Zepp Tokyo

出演者
- 水木一郎
- 串田アキラ
- MoJo
- 宮内タカユキ
- サイキックラバー
- 谷本貴義
- Sister MAYO
- 石原慎一
- 遠藤正明
- 高橋秀幸
- 前田達也
- 大石憲一郎

## 2009年

### スーパーヒーロー魂2009“夏の陣”
- タイトル：AJF2009 スーパーヒーロー魂2009“夏の陣”
- 開催日：2009年8月15日
- 会場：Zepp Tokyo

出演者
- 水木一郎
- 串田アキラ
- MoJo
- 宮内タカユキ
- 高取ヒデアキ
- サイキックラバー
- 石原慎一
- 前田達也

特別ゲスト
- ささきいさお

備考
- この年デビュー40周年を迎えた串田アキラを祝うセレモニーが行われ、親交のあるアニメソング歌手、特撮俳優、スーツーアクターなどの有志一同からトレーニングウェア一式が贈られた。

## 2010年

### スーパーヒーロー魂2010“夏の陣”
- タイトル：AJF2010 スーパーヒーロー魂2010“夏の陣”
- 開催日：2010年8月14日
- 会場：Zepp Tokyo

出演者
- 水木一郎
- 串田アキラ
- MoJo
- 宮内タカユキ
- 石原慎一
- NoB
- 高取ヒデアキ
- サイキックラバー
- 谷本貴義
- Sister MAYO

特別ゲスト
- ささきいさお

## 2011年

### スーパーヒーロー魂2011“夏の陣”
- タイトル：AJF2011 スーパーヒーロー魂2011“夏の陣”
- 開催日：2011年8月13日
- 会場：Zepp Tokyo

出演者
- 串田アキラ
- MoJo
- 宮内タカユキ
- 石原慎一
- 影山ヒロノブ
- 遠藤正明
- きただにひろし
- サイキックラバー
- Sister MAYO
- 高橋秀幸

備考
- 終演後、出演者全員による東日本大震災被災者救援の義援金募金活動が行われた。

## 2012年

### スーパーヒーロー魂2012“夏の陣”
- タイトル：AJF2012 スーパーヒーロー魂2012“夏の陣”
- 開催日：2012年8月11日
- 会場：Zepp DiverCity

出演者
- 串田アキラ
- MoJo
- 宮内タカユキ
- 石原慎一
- 影山ヒロノブ
- 遠藤正明
- きただにひろし
- 前田達也
- サイキックラバー
- 高橋秀幸
- 松原剛志

特別ゲスト
- 水木一郎
- 超神ネイガー
- 東北合神ミライガー

## 2013年

### メタルヒーロー魂2013
- タイトル：アニメジャパンフェス“冬の陣”2013特別公演 メタルヒーロー魂2013
- 開催日：2013年1月6日
- 会場：shibuya O-East

出演者
- 串田アキラ
- ささきいさお
- 宮内タカユキ
- 前田達也
- 石原慎一
- 樫原伸彦

特別ゲスト
- 渡辺宙明
- 大葉健二（「宇宙刑事ギャバン」ギャバン/一条寺烈役ほか）

備考
- メタルヒーローシリーズ30周年を記念して開催された。
- ゲストではないが、招待客として、渡洋史（「宇宙刑事シャリバン」シャリバン/伊賀電役ほか）などかつてメタルヒーローを演じた役者も数多く会場に姿を見せた

### スーパーヒーロー魂2013“夏の陣”
- タイトル：AJF2013 スーパーヒーロー魂2013“夏の陣”
- 開催日：2013年8月10日
- 会場：Zepp Tokyo

出演者
- 水木一郎
- 串田アキラ
- MoJo
- 宮内タカユキ
- 山形ユキオ
- 高取ヒデアキ
- Project DMM（大門一也・松原剛志・KATSUMI）
- 鎌田章吾

特別出演
- 遠藤正明
- シージェッター海斗

備考
- 2009年に活動を休止していたProject DMMがこのイベント出演を機に再結成を果たした。
- この年他界した平山亨（「仮面ライダー」をはじめ多くの特撮作品をプロデュース）を偲び、石ノ森章太郎原作・平山亨プロデュース・水木一郎主題歌歌唱作品のメドレーが歌われた。
- ちなみに中盤以降水木一郎の歌唱が無いのは、この日生放送のあったNHK「思い出のメロディー」出演に向かったためである。

## 2014年

### スーパーヒーロー魂2014“夏の陣”
- タイトル：AJF2014 スーパーヒーロー魂2014“夏の陣”
- 開催日：2014年8月9日
- 会場：Zepp Tokyo

出演者
- 水木一郎
- 串田アキラ
- MoJo
- 宮内タカユキ
- 前田達也
- 樫原伸彦
- 坂井紀雄

特別ゲスト
- ささきいさお

備考
- スーツアクターを題材にした映画「イン・ザ・ヒーロー」の劇中歌や、「宇宙刑事 NEXT GENERATION シリーズ」の主題歌など、開催時には公開前だった作品の楽曲も歌われた。

## 2015年

### スーパーヒーロー魂2015“夏の陣”
- タイトル：AJF2015 スーパーヒーロー魂2015“夏の陣”
- 開催日：2015年8月15日
- 会場：Zepp Tokyo

出演者
- 水木一郎
- 串田アキラ
- MoJo
- 宮内タカユキ
- 前田達也
- 石原慎一
- 風雅なおと
- 伊勢大貴
- 大西洋平

備考
- 数多くの特撮主題歌を手がける作曲家・渡辺宙明の卒寿を記念したコーナーが設けられた。渡辺宙明本人も招待客として会場に姿を見せた。

## 2016年

### スーパーヒーロー魂2016“夏の陣”
- タイトル：AJF2016 スーパーヒーロー魂2016“夏の陣”
- 開催日：2016年8月13日
- 会場：Zepp Tokyo

出演者
- 水木一郎
- 串田アキラ
- MoJo
- 宮内タカユキ
- Project DMM（大門一也・松原剛志・KATSUMI）
- ボイジャー（TAKERU・瀬下千晶）

## 2017年

### ウルトラマン魂2017“夏の陣”
- タイトル：AJF2017 ウルトラマン魂2017“夏の陣”
- 開催日：2017年8月11日
- 会場：Zepp Tokyo

出演者
- 水木一郎
- Project DMM（大門一也・松原剛志・KATSUMI）
- ボイジャー（TAKERU・瀬下千晶）
- 石原慎一
- 山野さと子
- 濱田龍臣

### スーパーヒーロー魂2017“夏の陣”
- タイトル：AJF2017 スーパーヒーロー魂2017“夏の陣”
- 開催日：2017年8月12日
- 会場：Zepp Tokyo

出演者
- 水木一郎
- 串田アキラ
- MoJo
- 宮内タカユキ
- 前田達也
- 松原剛志
- 高取ヒデアキ
- 石原慎一
- 樫原伸彦
- 幡野智宏

## 2018年

### スーパーヒーロー魂2018“夏の陣”
- タイトル：AJF2018 スーパーヒーロー魂2018“夏の陣”
- 開催日：2018年8月11日
- 会場：Zepp Tokyo

出演者
- 水木一郎
- 串田アキラ
- MoJo
- 宮内タカユキ
- ボイジャー（TAKERU・瀬下千晶）
- すぎうらよしひろ
- 吉田仁美
- 吉田達彦

## 2019年

### スーパーヒーロー魂2019“夏の陣”
- タイトル：AJF2019 スーパーヒーロー魂2019“夏の陣”
- 開催日：2019年8月10日
- 会場：Zepp Tokyo

出演者
- 水木一郎
- 串田アキラ
- MoJo
- 宮内タカユキ
- 前田達也
- 坂井紀雄
- 小林太郎
- オーイシマサヨシ

## 2020年

### 公演の開催中止
2019年配布のフライヤー等で「ANIME JAPAN FES 2020」の開催が予告されており、例年通りであればその中で「スーパーヒーロー魂」も開催される予定であったが、新型コロナウイルス感染拡大の状況を受け、開催中止となった。

## 2021年

### スーパーヒーロー魂2021
- タイトル：AJF2021 スーパーヒーロー魂2021
- 開催日：2021年8月14日
- 会場：Zepp Tokyo

出演者
- 串田アキラ
- MoJo
- 宮内タカユキ
- 前田達也
- 遠藤正明
- 福沢良一
- つるの剛士

備考
- 公演の模様は、動画配信プラットフォーム「CN Live Streaming」でのストリーミング配信およびアーカイブ配信も合わせて行われた。

## 2022年

### スーパーヒーロー魂2022
- タイトル：AJF2022 スーパーヒーロー魂2022
- 開催日：2022年8月13日
- 会場：Zepp Haneda（TOKYO）

出演者
- 串田アキラ
- MoJo
- 宮内タカユキ
- 石原慎一
- 樫原伸彦
- ボイジャー
- 草尾毅

## 2023年

### スーパーヒーロー魂2023
- タイトル：AJF2023 スーパーヒーロー魂2023
- 開催日：2023年8月12日
- 会場：Zepp DiverCity（TOKYO）

出演者
- 串田アキラ
- MoJo
- 宮内タカユキ
- 影山ヒロノブ
- 前田達也
- 坂井紀雄
- 遠藤正明
- きただにひろし

### ULTRAMAN MUSIC LIVE～ウルトラマン魂2023～
- タイトル：ULTRAMAN MUSIC LIVE～ウルトラマン魂2023～
- 開催日：2023年11月26日
- 会場：東京ドームシティホール

出演者
- 福沢良一（武村太郎）
- 真夏竜
- 前田達也
- 影山ヒロノブ
- 松原剛志
- ボイジャー
- つるの剛士
- 濱田龍臣
- オーイシマサヨシ
- 遠藤正明
- 畠中祐
- 佐久間貴生
- SCREEN mode
- きただにひろし

備考
- 円谷プロ作品の祭典『TSUBURAYA CONVENTION 2023』（ツブコン）とのコラボレーションとして開催された。
- 公演の模様は、｢U-NEXT｣でのライブ配信及びアーカイブ配信も行われた。
- アンコールの後には、同年に死去した団時朗の追悼として、同氏の画像に合わせ「戦え！ウルトラマン」「帰ってきたウルトラマン」の2曲が流された。

## 2024年

### スーパーヒーロー魂2024 “夏の陣”
- タイトル：AJF2024 スーパーヒーロー魂2024 “夏の陣”
- 開催日：2024年8月10日
- 会場：Zepp DiverCity（TOKYO）

出演者
- MoJo
- 宮内タカユキ
- 福沢良一
- 石原慎一
- 遠藤正明
- Project DMM(松原剛志・KATSUMI)
- 真夏竜
- ウルトラ和楽器隊

備考
- アンコールの際、急性膵炎による入院からの退院を報告したばかりの串田アキラがサプライズで登壇し、出演者一同と共に歌声も披露した。

## 2025年

### スーパーヒーロー魂2025 in上海
- タイトル：スーパーヒーロー魂2025 in上海
- 開催日：2025年8月2日
- 会場：PHASE LIVE HOUSE

出演者
- MoJo
- 宮内タカユキ
- 前田達也
- 石原慎一
- ボイジャー

備考
- 「スーパーヒーロー魂」初の海外公演。

### スーパーヒーロー魂2025 “夏の陣”
- タイトル：AJF2025 スーパーヒーロー魂2025 “夏の陣”
- 開催日：2025年8月10日
- 会場：Zepp DiverCity（TOKYO）

出演者
- 串田アキラ
- MoJo
- 宮内タカユキ
- 前田達也
- 遠藤正明
- 樫原伸彦
- ボイジャー